# Temporada do Football Club Internazionale Milano de 2007–08
A temporada 2007–08 da Internazionale foi a 99ª na história do clube e a 92ª consecutiva na Série A do Campeonato Italiano, sagrando-se campeã nacional pela 16ª vez no ano de seu centenário, após uma disputa acirrada com a Roma - os Nerazzurri terminaram a competição com apenas 3 pontos de vantagem sobre os Giallorossi (85 a 82), tendo o segundo melhor ataque (69 gols) e a melhor defesa do campeonato (26 gols sofridos). 
Nas demais competições, ficou sem a taça: perdeu para a Roma na Supercopa da Itália e na final da Coppa Italia, além de ser eliminada nas oitavas-de-final da UEFA Champions League pelo Liverpool, que causou a saída do treinador Roberto Mancini em maio de 2008. Zlatan Ibrahimović repetiu o desempenho da temporada anterior e foi o artilheiro da Internazionale na Série A, com 17 gols (no total, o sueco balançou as redes 22 vezes).
Esta foi a primeira temporada como profissional do também atacante Mario Balotelli, promovido ao elenco da Internazionale perto de completar 17 anos.

## Uniforme
Fornecedor:
- Nike

Patrocinadores principais:
- Pirelli

| 1º | 2º | Uniforme comemorativo do centenário da Internazionale |

## Resultados
- UEFA Champions League: eliminada nas oitavas-de-final pelo Liverpool
- Série A: campeã
- Copa da Itália: vice-campeã

## Jogadores

### Elenco
Legenda
- : Capitão
- : Prata da casa (Jogador da base)
- : Jogador lesionado

## Transferências

### Entradas
| Data           | Nome        | Nacionalidade | Posição              | Origem                  | Valor  | Ref. |
| -------------- | ----------- | ------------- | -------------------- | ----------------------- | ------ | ---- |
|                | David Suazo | Honduras      | Atacante             | Cagliari                | 10 M € |      |
| César          | Brasil      | Meio-campista | Livorno              | Volta de empréstimo     |        |      |
| Nelson Rivas   | Colômbia    | Zagueiro      | River Plate          | 5 M €                   |        |      |
| Luis Jiménez   | Chile       | Meio-campista | Ternana              | Empréstimo              |        |      |
| Cristian Chivu | Roménia     | Zagueiro      | Roma                 | 16 M €                  |        |      |
| Enrico Alfonso | Itália      | Goleiro       | Pizzighettone        | Copropriedade           |        |      |
| Pelé           | Portugal    | Volante       | Vitória de Guimarães | 2 M €                   |        |      |
| Hernán Crespo  | Argentina   | Atacante      | Chelsea              | Renovação do empréstimo |        |      |
| Maniche        | Portugal    | Meio-campista | Atlético de Madrid   | Empréstimo              |        |      |

### Saídas
| Data               | Nome          | Nacionalidade    | Posição          | Foi para                | Valor      | Ref. |
| ------------------ | ------------- | ---------------- | ---------------- | ----------------------- | ---------- | ---- |
|                    | Álvaro Recoba | Uruguai          | Atacante         | Torino                  | Empréstimo |      |
| David Pizarro      | Chile         | Atacante         | Roma             | Final de empréstimo     |            |      |
| Fabio Grosso       | Itália        | Lateral-esquerdo | Lyon             | 7 M €                   |            |      |
| Marco Andreolli    | Itália        | Zagueiro         | Roma             | 3 M €                   |            |      |
| Fabián Carini      | Uruguai       | Goleiro          | Real Murcia      | Sem custos              |            |      |
| Mariano González   | Itália        | Meio-campista    | Palermo          | Final de empréstimo     |            |      |
| Lampros Choutos    | Grécia        | Atacante         | Dispensado       |                         |            |      |
| Francesco Coco     | Itália        | Lateral-esquerdo | Dispensado       |                         |            |      |
| Adriano            | Brasil        | Atacante         | São Paulo        | Empréstimo              |            |      |
| Ianis Zicu         | Roménia       | Meia-atacante    | Dinamo Bucareste |                         |            |      |
| Enrico Alfonso     | Itália        | Goleiro          | Venezia          | Empréstimo              |            |      |
| Rincón             | Brasil        | Zagueiro         | Empoli           | Renovação do empréstimo |            |      |
| Robert Acquafresca | Itália        | Atacante         | Cagliari         | Copropriedade           |            |      |

## Artilheiros
| Artilheiros        | Posição         | Gol |
| ------------------ | --------------- | --- |
| Zlatan Ibrahimović | Atacante        | 22  |
| Julio Cruz         | Atacante        | 19  |
| Esteban Cambiasso  | Volante         | 8   |
| David Suazo        | Atacante        | 8   |
| Hernán Crespo      | Atacante        | 7   |
| Mario Balotelli    | Atacante        | 7   |
| Luis Jiménez       | Meio-campista   | 4   |
| Patrick Vieira     | Volante         | 3   |
| Iván Córdoba       | Zagueiro        | 3   |
| César              | Meio-campista   | 2   |
| Pelé               | Volante         | 2   |
| Marco Materazzi    | Zagueiro        | 1   |
| Dejan Stanković    | Meio-campista   | 1   |
| Adriano            | Atacante        | 1   |
| Nicolás Burdisso   | Zagueiro        | 1   |
| Luís Figo          | Meio-campista   | 1   |
| Maicon             | Lateral-direito | 1   |
| Javier Zanetti     | Lateral-direito | 1   |
| Santiago Solari    | Meio-campista   | 1   |
| Walter Samuel      | Zagueiro        | 1   |
| Maniche            | Meio-campista   | 1   |

## Links
- Site oficial